# Cirkeline - Storbyens Mus
Cirkeline - Storbyens Mus er en dansk animationsfilm for børn fra 1998 med den lille alf Cirkeline og hendes to musevenner Frederik og Ingolf.  Filmen er baseret på de figurer og det univers som Hanne Hastrup skabte sammen med Jannik Hastrup, da de i perioden 1969-1971 producerede en række korte animationsfilm for DR. Cirkeline – Storbyens Mus er instrueret af Jannik Hastrup og produceret af Marie Bro for Dansk Tegnefilm 2 ApS. Manuskriptet er skrevet af Hanne og  Jannik Hastrup. 

## Handling
Det er blevet moderne tider i denne historie om den elskelige lille alf Cirkeline, der sover i en tændstikæske på tegnerens bord. Cirkeline flytter til byen sammen med sine venner musene Ingolf og Fredrik. Her møder de bymusen Sidse, der kender byen ud og ind og som bor alene med sin bedstefar og sin lillebror Viktor på et skib i havnen. Og så er der Hassan, en indvandrermus, der bor med sin familie hos en grønthandler, hvor de hjælper til med at holde rent mod at få noget fetaost.
Sidse har forskellige måder at transportere sig rundt i byen på. Bl.a. ved hjælp af en gammel rulleskøjte. Men byen er naturligvis ikke uden farer. En stor rotte holder til i byens kloaker, og en dag dukker den op.... og blander sig i Cirkeline og musenes leg.
“Storbyens mus” er en road movie for børn. For i en storby må man naturligvis transportere sig hele tiden, hvis man skal rundt og specielt, hvis man ikke er større end fx en tændstiksæske.

## Persongalleri
Cirkeline: 
er en alf, der er så lille, at hun kan sove i en tændstiksæske. Selvom alfer vel ikke nogen alder har, er hun vistnok omkring 10 år, snusfornuftig og lidt af en kyllingemor for sine venner musene.  Hun bor på tegnerens bord. Den tegner der oprindelig har tegnet hende.  Hovedet er rundt som en cirkel, deraf hendes navn.  Selvom hun er en slags alf, har hun absolut ingen magiske evner.
Fredrik:
er den ene af hendes musevenner. Han er 8 år. Meget foretagsom som drenge i den alder. Hurtig, modig og vaks. Måske ofte lidt for overmodig. Han er meget nysgerrig efter storbyen, som de flytter ind til. Altid i godt humør og driller ofte sin lillebror....
Ingolf: 
som er 6 år, er lidt af en drømmer. Meget lidt modig, undtagen når det virkelig gælder.  Han kan godt være meget generøs.  Elsker landet og landlivet, hvor de jo har boet hele deres liv. Og han er bestemt ikke meget for storbyens fart.
Sidse:
er en bymus på 10 år. Hip hopper og vild med storbyen. Fræk og hurtig. Kender de gode steder. Hun har et godt øje til Fredrik og er i hvert fald ikke meget for at passe sin lillebror.
Viktor: 
Sidses lillebror. Ret vaks. Har svært ved at forstå han ikke altid er stor nok til at være med.
Bedstefar:
(Altså Sidses). En lidt gnaven, men inderst inde hjertensgod gammel mus, der har mistet sit ene ben. Påstår han er sørøver, hvilket han osse ligner. Fungerer som både far og mor for Sidse og hendes lillebror Viktor.
Hassan:
er en tyrkisk anden generations indvandrermus. Han er 7 år og kender byen som sin egen lomme. Han introducerer Ingolf og Fredrik til fetaost.
Den onde rotte:
Ja, det er byens onde rotte der trods sit fine jakkesæt holder til i byens kloaker.

### Andre Cirkeline film
Udover Cirkeline – Storbyens Mus er der blev lavet 6 sort/hvid film og 12 farve  film af cirka 11-19 minutter i perioden 1968-1971 samt 2 andre biograffilm i hhv 2000 og 2004:  
1. Åh, sikken en dejlig fødselsdag, 10 min. (1968)
2. På med vanten, 11 min. (1968)
3. 2 + 2 = 5, 12 min. (1968)
4. Den fremmede, 13 min. (1968)
5. Zigøjnermusene, 13 min. (1968)
6. Højt for træets grønne top, 13 min. (1970)
7. Klodsmus, 13 min. (1970)
8. Cirkeline på ferie, 27 min. (1970)
9. Månen er en gul os, 13 min. (1970)
10. Kanonfotograf Frederik, 13 min. (1970)
11. Flugten fra Amerika, 13 min. (1971)
12. Cirkeline - Ost og Kærlighed, 60 min. (2000)
13. Cirkeline og Verdens mindste superhelt, 80 min. (2004)
14. Cirkeline i Fandango, 20 x 6 min. (2010)